# Baller League – Season 1
Die Baller League Season 1 war die erste Spielzeit der Baller League, einer deutschen Hallenfußball-Liga, die 2024 von Lukas Podolski und Mats Hummels in Zusammenarbeit mit anderen Fußballpersönlichkeiten, Künstlern und Streamern gegründet wurde.

## Ablauf
Die Season begann mit einem Draft, der am 15. Januar 2024 stattfand. Über 16.000 Amateurspieler hatten sich für eine Teilnahme beworben. Nach einem Auswahltraining wählten die Teammanager jeweils neun Spieler für ihr Team aus. Darüber hinaus konnten für jeden Spieltag zwei Wildcards bestimmt werden, die das Team komplettieren. Die Mannschaft, die die wöchentlich wechselnde Aufgabe der „TK HealthQuest“ zwischen Spiel drei und vier am besten meisterte, erhielt einen im Anschluss bekanntgegebenen Ex-Profispieler für den nächsten Spieltag.
Die insgesamt elf Spieltage fanden vom 22. Januar 2024 bis zum 1. April 2024 wöchentlich jeweils montags statt. Am 8. April 2024 wurde in einem Final-Four-Turnier der Sieger der ersten Saison gekürt.

## Teams
| Team              | Manager              | Manager          |
| ----------------- | -------------------- | ---------------- |
| Streets United    | Lukas Podolski       | Alisha Lehmann   |
| Las Ligas Ladies  | Jule Brand           | Selina Cerci     |
| Käfigtiger        | Kevin-Prince Boateng | Diyar Acar       |
| Protatos          | Lars Holzschneider   | Lukas Kutting    |
| VFR Zimbos        | GamerBrother         | Tisi Schubech    |
| Golden XI         | Ana Maria Marković   | Christoph Kramer |
| Hardstuck Royale  | Trymacs              |                  |
| Beton Berlin      | Felix Lobrecht       | Kontra K         |
| Gönrgy Allstars   | MontanaBlack         | Sascha Hellinger |
| Calcio Berlin     | Calcio Berlin        |                  |
| Hollywood United  | Max Kruse            | Jens Knossalla   |
| Eintracht Spandau | Hans Sarpei          | HandOfBlood      |

## Ligaphase

### Tabelle
| Pl.                  | Verein                | Sp. | S | U | N | Tore    | Diff. | Punkte | Bonus | Gesamt |
| -------------------- | --------------------- | --- | - | - | - | ------- | ----- | ------ | ----- | ------ |
| 1.                   | Calcio Berlin (Q)     | 11  | 7 | 1 | 3 | 046:400 | +6    | 22     | 1     | 23     |
| 2.                   | Streets United (Q)    | 11  | 6 | 2 | 3 | 037:310 | +6    | 20     | 2     | 22     |
| 3.                   | Eintracht Spandau (Q) | 11  | 5 | 4 | 2 | 045:330 | +12   | 19     | 0     | 19     |
| 4.                   | Las Ligas Ladies (Q)  | 11  | 6 | 1 | 4 | 035:310 | +4    | 19     | 0     | 19     |
| 5.                   | Beton Berlin          | 11  | 4 | 4 | 3 | 028:280 | ±0    | 16     | 1     | 17     |
| 6.                   | Hollywood United      | 11  | 5 | 1 | 5 | 040:400 | ±0    | 16     | 0     | 16     |
| 7.                   | Golden XI             | 11  | 4 | 0 | 7 | 042:440 | −2    | 12     | 4     | 16     |
| 8.                   | Protatos              | 11  | 3 | 4 | 4 | 041:510 | −10   | 13     | 1     | 14     |
| 9.                   | Hardstuck Royale      | 11  | 3 | 4 | 4 | 039:380 | +1    | 13     | 0     | 13     |
| 10.                  | VFR Zimbos            | 11  | 4 | 1 | 6 | 038:410 | −3    | 13     | 0     | 13     |
| 11.                  | Gönrgy Allstars       | 11  | 4 | 1 | 6 | 032:390 | −7    | 13     | 0     | 13     |
| 12.                  | Käfigtiger            | 11  | 3 | 1 | 7 | 035:420 | −7    | 10     | 2     | 12     |
| Stand: 1. April 2024 |                       |     |   |   |   |         |       |        |       |        |

| (Q) | Qualifiziert für das Final Four |

### Kreuztabelle
|                      | CB  | STR | SPA | LLL | BB  | HOL | GXI | PRO | HAR | ZIM | GÖN | KT  |
| -------------------- | --- | --- | --- | --- | --- | --- | --- | --- | --- | --- | --- | --- |
| CB                   |     | 6:4 | 4:8 | 5:7 | 3:3 | 6:3 | 2:4 | 4:0 | 3:2 | 5:4 | 4:4 | 2:1 |
| STR                  | 4:6 |     | 5:3 | 3:2 | 2:0 | 3:2 | 3:5 | 2:4 | 4:4 | 4:3 | 2:2 | 5:0 |
| SPA                  | 8:4 | 3:5 |     | 2:2 | 2:4 | 2:2 | 3:2 | 4:4 | 0:0 | 7:4 | 8:3 | 6:3 |
| LLL                  | 7:5 | 2:3 | 2:2 |     | 2:1 | 4:7 | 2:1 | 1:2 | 4:0 | 0:6 | 3:0 | 8:4 |
| BB                   | 3:3 | 0:2 | 4:2 | 1:2 |     | 3:2 | 1:4 | 6:6 | 2:2 | 2:2 | 3:1 | 3:2 |
| HOL                  | 3:6 | 2:3 | 2:2 | 7:4 | 2:3 |     | 6:3 | 6:5 | 5:3 | 3:2 | 2:3 | 2:6 |
| GXI                  | 4:2 | 5:3 | 2:3 | 1:2 | 4:1 | 3:6 |     | 5:6 | 6:9 | 6:2 | 3:5 | 3:5 |
| PRO                  | 0:4 | 4:2 | 4:4 | 2:1 | 6:6 | 5:6 | 6:5 |     | 5:5 | 6:8 | 0:7 | 3:3 |
| HAR                  | 2:3 | 4:4 | 0:0 | 0:4 | 2:2 | 3:5 | 9:6 | 5:5 |     | 3:5 | 6:1 | 5:3 |
| ZIM                  | 4:5 | 3:4 | 4:7 | 6:0 | 2:2 | 2:3 | 2:6 | 8:6 | 5:3 |     | 2:1 | 0:4 |
| GÖN                  | 4:4 | 2:2 | 3:8 | 0:3 | 1:3 | 3:2 | 5:3 | 7:0 | 1:6 | 1:2 |     | 5:4 |
| KT                   | 1:2 | 0:5 | 3:6 | 4:8 | 2:3 | 6:2 | 5:3 | 3:3 | 3:5 | 4:0 | 4:5 |     |
| Stand: 1. April 2024 |     |     |     |     |     |     |     |     |     |     |     |     |

### Gameday 1
22.01.2024, Motorworld Köln
| Team 1            | Erg | Team 2           |
| ----------------- | --- | ---------------- |
| Gönrgy Allstars   | 1:6 | Hardstuck Royale |
| Protatos          | 3:3 | Käfigtiger       |
| Beton Berlin      | 1:4 | Golden XI        |
| Las Ligas Ladies  | 0:6 | VFR Zimbos       |
| Eintracht Spandau | 8:4 | Calcio Berlin    |
| Hollywood United  | 2:3 | Streets United   |

Bonuspunkt: Beton Berlin

### Gameday 2
29.01.2024, Motorworld Köln
| Team 1            | Erg | Team 2           |
| ----------------- | --- | ---------------- |
| Gönrgy Allstars   | 4:4 | Calcio Berlin    |
| Las Ligas Ladies  | 2:1 | Golden XI        |
| Hollywood United  | 2:6 | Käfigtiger       |
| Beton Berlin      | 0:2 | Streets United   |
| VFR Zimbos        | 8:6 | Protatos         |
| Eintracht Spandau | 0:0 | Hardstuck Royale |

Bonuspunkt: Golden XI

### Gameday 3
05.02.2024, Motorworld Köln
| Team 1            | Erg | Team 2           |
| ----------------- | --- | ---------------- |
| Gönrgy Allstars   | 2:2 | Streets United   |
| Hollywood United  | 6:3 | Golden XI        |
| Eintracht Spandau | 7:4 | VFR Zimbos       |
| Hardstuck Royale  | 5:5 | Protatos         |
| Beton Berlin      | 3:3 | Calcio Berlin    |
| Käfigtiger        | 4:8 | Las Ligas Ladies |

Bonuspunkt: Käfigtiger

### Gameday 4
12.02.2024, Motorworld Köln
| Team 1           | Erg | Team 2           |
| ---------------- | --- | ---------------- |
| Gönrgy Allstars  | 5:4 | Käfigtiger       |
| Protatos         | 2:1 | Las Ligas Ladies |
| Streets United   | 3:5 | Golden XI        |
| Calcio Berlin    | 3:2 | Hardstuck Royale |
| VFR Zimbos       | 2:2 | Beton Berlin     |
| Eintrach Spandau | 2:2 | Hollywood United |

Bonuspunkt: Golden XI

### Gameday 5
19.02.2024, Motorworld Köln
| Team 1            | Erg | Team 2           |
| ----------------- | --- | ---------------- |
| Eintracht Spandau | 2:4 | Beton Berlin     |
| Käfigtiger        | 0:5 | Streets United   |
| Protatos          | 5:6 | Hollywood United |
| Calcio Berlin     | 5:7 | Las Ligas Ladies |
| VFR Zimbos        | 5:3 | Hardstuck Royale |
| Gönrgy Allstars   | 5:3 | Golden XI        |

Bonuspunkt: Golden XI

### Gameday 6
26.02.2024, Motorworld Köln
| Team 1           | Erg | Team 2            |
| ---------------- | --- | ----------------- |
| Gönrgy Allstars  | 3:8 | Eintracht Spandau |
| Las Ligas Ladies | 4:0 | Hardstuck Royale  |
| Streets United   | 4:3 | VFR Zimbos        |
| Protatos         | 6:5 | Golden XI         |
| Beton Berlin     | 3:2 | Hollywood United  |
| Calcio Berlin    | 2:1 | Käfigtiger        |

Bonuspunkt: Protatos

### Gameday 7
04.03.2024, Motorworld Köln
| Team 1            | Erg | Team 2           |
| ----------------- | --- | ---------------- |
| Gönrgy Allstars   | 1:2 | VFR Zimbos       |
| Hardstuck Royale  | 2:2 | Beton Berlin     |
| Käfigtiger        | 5:3 | Golden XI        |
| Streets United    | 2:4 | Protatos         |
| Eintracht Spandau | 2:2 | Las Ligas Ladies |
| Calcio Berlin     | 6:3 | Hollywood United |

Bonuspunkt: Golden XI

### Gameday 8
11.03.2024, Motorworld Köln
| Team 1            | Erg | Team 2           |
| ----------------- | --- | ---------------- |
| Gönrgy Allstars   | 7:0 | Protatos         |
| Beton Berlin      | 3:2 | Käfigtiger       |
| VFR Zimbos        | 4:5 | Calcio Berlin    |
| Hollywood United  | 5:3 | Hardstuck Royale |
| Eintracht Spandau | 3:2 | Golden XI        |
| Las Ligas Ladies  | 2:3 | Streets United   |

Bonuspunkt: Calcio Berlin

### Gameday 9
18.03.2024, Motorworld Köln
| Team 1            | Erg | Team 2           |
| ----------------- | --- | ---------------- |
| Gönrgy Allstars   | 1:3 | Beton Berlin     |
| Streets United    | 4:4 | Hardstuck Royale |
| Eintracht Spandau | 6:3 | Käfigtiger       |
| Calcio Berlin     | 4:0 | Protatos         |
| VFR Zimbos        | 2:6 | Golden XI        |
| Las Ligas Ladies  | 4:7 | Hollywood United |

Bonuspunkt: Käfigtiger

### Gameday 10
25.03.2024, Motorworld Köln
| Team 1           | Erg | Team 2            |
| ---------------- | --- | ----------------- |
| Gönrgy Allstars  | 3:2 | Hollywood United  |
| Streets United   | 4:6 | Calcio Berlin     |
| Beton Berlin     | 1:2 | Las Ligas Ladies  |
| Protatos         | 4:4 | Eintracht Spandau |
| Hardstuck Royale | 9:6 | Golden XI         |
| VFR Zimbos       | 0:4 | Käfigtiger        |

Bonuspunkt: Streets United

### Gameday 11
01.04.2024, Motorworld Köln
| Team 1           | Erg | Team 2            |
| ---------------- | --- | ----------------- |
| Gönrgy Allstars  | 0:3 | Las Ligas Ladies  |
| Hollywood United | 3:2 | VFR Zimbos        |
| Streets United   | 5:3 | Eintracht Spandau |
| Beton Berlin     | 6:6 | Protatos          |
| Hardstuck Royale | 5:3 | Käfigtiger        |
| Calcio Berlin    | 2:4 | Golden XI         |

Bonuspunkt: Streets United

## Final Four
08.04.2024, PSD Bank Dome
|  | Halbfinale | Halbfinale        | Halbfinale |  |  | Finale | Finale         | Finale |
|  |            |                   |            |  |  |        |                |        |
|  |            |                   |            |  |  |        |                |        |
|  | 1          | Calcio Berlin     | 8          |  |  |        |                |        |
|  | 4          | Las Ligas Ladies  | 1          |  |  |        |                |        |
|  |            |                   |            |  |  | 1      | Calcio Berlin  | 5      |
|  |            |                   |            |  |  | 2      | Streets United | 7      |
|  | 2          | Streets United    | 2          |  |  |        |                |        |
|  | 3          | Eintracht Spandau | 1          |  |  |        |                |        |
|  |            |                   |            |  |  |        |                |        |

### Halbfinale
| Calcio Berlin (1)                                                                                           | 8:1 | 8:1           | Las Ligas Ladies (4) |
| 8′ K.Weggen 10′ Eigentor 11′ M.Kühnel 12′ G.Zimmerling 14′ B.Oczipka 29′ K.Weggen 30′ M.Kühnel 30′ M.Kühnel | 8′ K.Weggen 10′ Eigentor 11′ M.Kühnel 12′ G.Zimmerling 14′ B.Oczipka 29′ K.Weggen 30′ M.Kühnel 30′ M.Kühnel | 23′ K.Koussou | 23′ K.Koussou        |
| Spielbericht                                                                                                | |               |                      |

| Streets United (2)                                     | 2:1                                                    | 2:1                              | Eintracht Spandau (3)            |
| 12. bis 14.′ T.Herzhauser 20′ M.Fischer 28′ J.Schieber | 12. bis 14.′ T.Herzhauser 20′ M.Fischer 28′ J.Schieber | 14. bis 16.′ S.Aziz 30′ Eigentor | 14. bis 16.′ S.Aziz 30′ Eigentor |
| Spielbericht                                           |                                                        |                                  |                                  |

### Finale
| Calcio Berlin (1)                                               | 5:7                                                             | 5:7                                                                                                   | Streets United (2)                                                                                    |
| 13′ Y.Tambo 28′ K.Weggen 29′ K.Weggen 29′ K.Weggen 30′ K.Weggen | 13′ Y.Tambo 28′ K.Weggen 29′ K.Weggen 29′ K.Weggen 30′ K.Weggen | 14′ G.Antoski 22′ T.Herzhauser 23′ J.Schieber 25′ S.Bigalke 28′ M.Fischer 28′ M.Fischer 29′ M.Fischer | 14′ G.Antoski 22′ T.Herzhauser 23′ J.Schieber 25′ S.Bigalke 28′ M.Fischer 28′ M.Fischer 29′ M.Fischer |
| Spielbericht                                                    |                                                                 | | |

## Auszeichnungen
Nach der Season wurden drei Auszeichnungen vergeben. Neben dem Torschützenkönig wurden auch der Baller of the Season und der Goalie of the Season gekürt.

### Torschützenkönig
| Pl.                  | Spieler        | Team             | Tore | Spiele |
| -------------------- | -------------- | ---------------- | ---- | ------ |
| 1.                   | Moritz Leitner | Las Ligas Ladies | 19   | 11     |
| 2.                   | Steven Kodra   | Hollywood United | 16   | 11     |
| 3.                   | Manuel Fischer | Streets United   | 15   | 11     |
| 4.                   | Kevin Weggen   | Calcio Berlin    | 13   | 9      |
| 5.                   | Philipp Simon  | VFR Zimbos       | 12   | 7      |
| …                    |                |                  |      |        |
| Stand: 1. April 2024 |                |                  |      |        |

### Weitere Auszeichnungen
Baller of the Season wurde Torschützenkönig Moritz Leitner von den Las Ligas Ladies, während Pascal Wiewrodt von den Protatos zum Goalie of the Season gekürt wurde.

## Bekannte Spieler
Mit Maximilian Beister, Sascha Bigalke, Christian Clemens, Marcel Heller, Moritz Leitner und Bastian Oczipka traten mehrere Ex-Profis mit Bundesligaerfahrung in der ersten Season der Baller League an.

## Veranstaltungsort
Die Ligaphase wurde in der Motorworld Köln auf dem Gelände des ehemaligen Flughafens Butzweilerhof ausgetragen. Der Veranstaltungsort bietet Platz für 500 Zuschauer, wobei Tickets nur durch Verlosungen der Teammanager oder Sponsoren erhältlich waren.
Das Final Four fand im PSD Bank Dome in Düsseldorf statt, nachdem eine Austragung aus zeitlichen Gründen weder im Rheinenergie-Stadion noch in der Lanxess Arena in Köln möglich war.